# ニティワット・タラトーン
ニティワット・タラトーン (タイ語: นิธิวัฒน์ ธราธร 英語表記: Nithiwat Tharatorn ）はタイの映画監督である。 

## 人物
2003年に映画「フェーンチャン ぼくの恋人」(2003)で他5人の監督とともに共同監督としてデビュー。その後映画「早春譜」(2006)で初の単独監督を果たした。

## 主な監督作品
- フェーンチャン ぼくの恋人[1] (2003)
- 早春譜[2](2006)
- Dear Galileo[3] (2009)
- すれ違いのダイアリーズ[4] (2014)
- ギフト[5] (「Still on My Mind」部分) (2016)